# Kleffel z.b.V.
El Kleffel z.b.V. (Generalkommando z.b.V. Kleffel) unidad militar del Heer durante la Segunda Guerra Mundial.

## Historia
El Kleffel z.b.V. fue formado en julio de 1944 del personal de la 258° División de Seguridad, siendo asignado al Grupo de Ejércitos Norte, fue organizado como un cuerpo especial de la sede subordinada al 16° Ejército en el norte de Rusia. El 20 de octubre de 1944 es renombrado XVI Cuerpo de Ejército.

## Comandantes
- General de Caballería Philipp Kleffel – (julio de 1944 – octubre de 1944)

## Orden de Batalla

### 1944
| Fecha | Ejército     | Grupo de Ejércitos       | Localización             |
| Julio | 16° Ejército | Grupo de Ejércitos Norte | Daugava, Riga, Curlandia |

### 16 de septiembre de 1944
| Divisiones                 | Tropa de Ejércitos | Cuerpo de Tropas                            |
| 81° División de Infantería |                    | 30° Comandante de Artillería                |
| 93° División de Infantería |                    | 1416° Batallón del Cuerpo de Comunicaciones |
|                            |                    | 1416° Cuerpo de Tropas de Suministro        |